# Tours préliminaires de la coupe de Belgique de football 1954-1955
Navigation
Édition précédente Édition suivante
Les tours préliminaires de la coupe de Belgique de football 1954-1955 sont toutes les rencontres disputées dans le cadre de la Coupe de Belgique avant l'entrée en lice des équipes des toirs plus hautes division (Division 1, Division 2 et Division 2).
Ces tours préliminaires sont au nombre de quatre. Les trois premiers ne concernent que des formations des séries provinciales (1re Provinciale et 2e Provinciale). Le 4e tour voit l'entrée des 64 clubs de « Promotion ».
Les soixante-quatre rescapés atteignent le 5e tour, aussi appelé 1/64e de finale, avec l'entrée des trois niveaux les plus élevés de la hiérarchie.
Au total, 556 clubs sont engagés dans la compétition et 490 rencontres sont disputées sur l'ensemble des quatre tours.

## Organisation de la compétition
Toutes les rencontres se jouent en un seul match, sur le terrain de la première équipe indiquée. En cas d'égalité à la fin des nonante minutes réglementaires, le règlement est adapté par rapport à l'édition précédente. Afin d'éviter des efforts trop importants en tout début de saison, les prolongations ne sont pas jouées lors des trois premiers tours. En cas de match nul, la qualification va à l'équipe ayant obtenu le plus de coups de coin. . Si nécessaire, le « vainqueur » est désigné par des bottés de penalties. Chaque équipe botte 5 coups de réparation avec cinq tireurs différents. Contrairement à ce qui est mis en œuvre à partir des années 1970, on recommence les séries complètes jusqu'à ce qu'une qualifié soit désigné.
Les trois premiers tours sont organisés et joués par province avant l'entrée en lice des équipes de « Promotion » au 4e tour.
Durant les trois premiers tours , selon les provinces les réglementations peuvent varier quant au terrain employé. Par exemple, en Province de Hainaut, on essaie de répartir équitablement match à domicile ou en déplacement

## Participants
Au total, 476 équipes sont inscrites au premier tour préliminaire de la Coupe de Belgique. La répartition par province du nombre de qualifiés se fait en fonction du nombre de clubs affiliés à l'URBSFA.
| Tours    | Dates                 | Equipes engagées | Nombre de matchs | Equipes qui débutent | Equipes exemptées |
| -------- | --------------------- | ---------------- | ---------------- | -------------------- | ----------------- |
| 1er tour | lundi 15 août 1954    | 476              | 238              | 476                  | 0                 |
| 2e tour  | dimanche 22 août 1954 | 254              | 109              | 16                   | 0                 |
| 3e tour  | dimanche 29 août 1955 | 127              | 63               | -                    | 1                 |
| 4e tour  | dimanche 1954         | 128              | 64               | 64                   | -                 |
| TOTAUX   |                       |                  | 474              | 556                  | 1                 |

- les 16 clubs de 1re Provinciale limbourgeoise débutent au 2e tour.

| Provinces                                                                                               | 1er tour | 2e tour | 3e tour | places au 4e tour | Clubs de Promotion |
| --- | -------- | ------- | ------- | ----------------- | ------------------ |
| Province d'Anvers                                                                                       | 64       | 32      | 16      | 8                 | 17                 |
| Province de Brabant Région de Bruxelles-Capitale Province du Brabant flamand Province du Brabant wallon | 64       | 32      | 16      | 8                 | 12                 |
| Province de Flandre-Occidentale                                                                         | 60       | 30      | 15      | 8                 | 4                  |
| Province de Flandre-Orientale                                                                           | 64       | 32      | 16      | 8                 | 6                  |
| Province de Hainaut                                                                                     | 64       | 32      | 16      | 8                 | 5                  |
| Province de Liège                                                                                       | 64       | 32      | 16      | 8                 | 6                  |
| Province de Limbourg                                                                                    | 32       | 32      | 16      | 8                 | 7                  |
| Province de Luxembourg                                                                                  | 32       | 16      | 8       | 4                 | 4                  |
| Province de Namur                                                                                       | 32       | 16      | 8       | 4                 | 3                  |

## Résultats
Dans toutes les provinces, toutes les rencontres du 1re tour sont planifiées le dimanche 15 août 1954 à 15h00. Cependant, à la suite d'arrangements entre les clubs concernés, certains coups d'envoi sont décalés.

## Résultats Province d'Anvers

### Premier tour
64 équipes engagées, , soit 16 clubs de 1re Provinciale et 48 clubs (3 séries de 16) de 2e Provinciale.
- 31 matchs disputés le dimanche 15 août 1954 à 15h00.
- La 32e rencontre, le n° «T1-23» est décalée au jeudi 19 août 1954.

### Deuxième tour
32 équipes engagées, soit les 32 qualifiés du « Premier tour ».
- 16 rencontres disputées le dimanche 22 août 1954 à 16h00.

### Troisième tour
16 équipes engagées, à savoir encore 9 clubs de 1re Provinciale et 7 de 2e Provinciale
- 8 rencontres disputées, le dimanche 29 août 1954 à 15h00.
  - De commun accord entre les deux équipes, l’ordre du tirage au sort est inversé pour le match « T3-8 » et joué à Hoboken et non à Edegem, car l’autre club de cette localité joue aussi en Coupe à domicile.

## Résultats Province de Brabant

### Premier tour
64 équipes engagées, soit 16 clubs de 1re Provinciale et 48 clubs (3 séries de 16) de 2e Provinciale.
- 32 rencontres disputées le dimanche 15 août 1954 à 15h00
  - Le match « T1-08 » débute à 16h00.
  - Le match « T1-32 » est joué le lundi 16 août 1954 à 17h00.

### Deuxième tour
32 équipes engagées, soit les 32 qualifiés du « Premier tour ».
- 16 rencontres disputées le dimanche 22 août 1954 à 15h00.

### Troisième tour
16 équipes engagées, à savoir encore 8 clubs de 1re Provinciale et autant de 2e
- 8 rencontres disputées, le dimanche 29 août 1954 à 15h00.
  - La match « T3-8 » entre Pamel et Schoonederbuken a été arrêté alors que le score était de « 4-2 » en faveur des Denderzonen. La « Commission de la Coupe de Belgique » inflige une défaite par forfait au visiteur (5-0) dont toute l'équipe a quitté le terrain.

## Résultats Province de Flandre occidentale

### Premier tour
60 équipes engagées, soit 16 clubs de 1re Provinciale, 16 de clubs de 2e Provinciale et 28 clubs  (issus de 3 série de 14) de « Régionale ».
- 30 rencontres disputées le dimanche 15 août 1954 à 15h00.

Note : Au terme de la saison précédente, la structure hiérarchique de la Flandre occidentale est modifiée. Les trois séries de 2e Provinciale existantes sont regroupées en une seule (de 16 clubs) alors qu’un niveau directement inférieur, appelé « Régional » (en Néerlandais, « Gewestetelijk »), est créé avec trois séries de 14 clubs. Viennent ensuite les quatre séries de 3e Provinciale (2 de 14 équipes et 2 de 12 équipes) qui existent déjà préalablement.

### Deuxième tour
30 équipes engagées, 15 rencontres disputées.
32 équipes engagées, soit les 32 qualifiés du « Premier tour ».
- 16 rencontres disputées le dimanche 22 août 1954 à 15h00.

### Troisième tour
15 équipes engagées, soit encore 10 clubs de 1re Provinciale et 5 clubs de 2e Provinciale. Tous les cercles de « Régionale » (3e niveau provincial) ont été éliminés.
- 7 rencontres disputées, le dimanche 29 août 1954 à 15h00.

## Résultats Province de Flandre orientale

### Premier tour
64 équipes engagées, soit 16 clubs de 1re Provinciale et 48 clubs (3 séries de 16) de 2e Provinciale.
- 32 rencontres disputées le dimanche 15 août 1954 à 15h00.

### Deuxième tour
32 équipes engagées, soit les 32 qualifiés du « Premier tour ».
- 16 rencontres disputées le dimanche 22 août 1954 à 15h00.

### Troisième tour
16 équipes engagées, soit encore 7 clubs de 1re Provinciale et 9 clubs de 2e Provinciale.
- 8 rencontres disputées, le dimanche 29 août 1954 à 15h00.

## Résultats Province de Hainaut

### Premier tour
64 équipes engagées, soit 16 clubs de 1re Provinciale et 48 clubs (3 séries de 16) de 2e Provinciale.
- 32 rencontres disputées le dimanche 15 août 1954 à 15h00.

### Deuxième tour
32 équipes engagées, soit les 32 qualifiés du « Premier tour ».
- 16 rencontres disputées le dimanche 22 août 1954 à 15h00.

### Troisième tour
16 équipes engagées, soit encore 9 clubs de 1re Provinciale et 7 clubs de 2e Provinciale.
- 8 rencontres disputées, le dimanche 29 août 1954 à 15h00.

## Résultats Province de Liège

### Premier tour
64 équipes  engagées, soit 16 clubs de 1re Provinciale et 48 des 64 clubs (4 séries de 16) de 2e Provinciale.
- 32 rencontres disputées le dimanche 15 août 1954 à 15h00.
  - Le match T1*-16 est remis et finalement disputé le jeudi 19 août 1954.

### Deuxième tour
32 équipes engagées, soit les 32 qualifiés du « Premier tour ».
- 16 rencontres disputées le dimanche 22 août 1954 à 15h00.

### Troisième tour
16 équipes engagées, soit encore 4 clubs de 1re Provinciale et 12 clubs de 2e Provinciale. Comme lors de la saison précédente, la Coupe de Belgique ne fait pas franchement recette chez les clubs de Première Provinciale liégeoise. Ceux-ci préfèrent organiser des rencontres amicales « plus lucratives ».
- 8 rencontres disputées, le dimanche 29 août 1954 à 15h00.

## Résultats Province de Limbourg

### Premier tour
32 équipes engagées, soit deux séries de 16 de 2e Provinciale.
- 16 rencontres disputées le dimanche 15 août 1954.

### Deuxième tour
32 équipes engagées, soit 16 clubs de 1re Provinciale qui entrent en lice et les 16 qualifiés du « Premier tour ».
- 16 rencontres disputées le dimanche 22 août 1954 à 15h00.

### Troisième tour
16 équipes engagées, soit encore 11 clubs de 1re Provinciale et 5 clubs de 2e Provinciale.
- 8 rencontres disputées, le dimanche 29 août 1954 à 15h00.

## Résultats Province de Luxembourg

### Premier tour
32 équipes engagées, soit 16 clubs de 1re Provinciale et 16 de 2e Provinciale, issus de 2 séries de 14.
- 16 rencontres disputées le dimanche 15 août 1954 à 15h00.

### Deuxième tour
16 équipes engagées, soit les 16 qualifiés du « Premier tour ».
- 16 rencontres disputées le dimanche 22 août 1954 à 15h00.
  - L'ordre du tirage initial est inversé pour le match « T2-02 » qui se joue à Mussy[Lequel ?][25].

### Troisième tour
8 équipes engagées, , soit encore 7 clubs de 1re Provinciale et 1 club de 2e Provinciale.
- 4 rencontres disputées, le dimanche 29 août 1954 à 15h00.

## Résultats Province de Namur

### Premier tour
32 équipes engagées, soit 16 clubs de 1re Provinciale et ‘’’16’’’ de 2e Provinciale, issus de 2 séries de 16.
- 16 rencontres disputées le dimanche 15 août 1954 à 16h00.

### Deuxième tour
16 équipes engagées, soit les 16 qualifiés du « Premier tour ».
- 16 rencontres disputées le dimanche 22 août 1954 à 16h00.

### Troisième tour
8 équipes engagées soit encore 7 clubs de 1re Provinciale et 1 club de 2e Provinciale.
- 4 rencontres disputées, le dimanche 29 août 1954 à 16h00.

## Quatrième tour
Ce 4e tour est programmé le dimanche 26 septembre 1954, soit le même jour que la rencontre internationale amicale Belgique-Allemagne de l'Ouest qui, au stade du Centenaire, voit les « Diables rouges » vaincre les récents champions du monde « 2-0 ».
- Cependant mais, lors du tirage au sort effectué le lundi 6 septembre 1954, au siège de l’URBSFA, la « Commission de la Coupe de Belgique », présidée par Monsieur Rayé, rappelle que les matchs de doivent pas obligatoirement être joués à cette date précise, mais  fonction des accords conclus entre les deux équipes concernées[28].
  - C'est un journaliste, choisi au hasard parmi ceux présents, qui effectue le tirage au sort.
  - Les « équipes promotionnaires » ne bénéficient pas d'un statut protégé, ce qui donne lieu à plusieurs affrontements entre équipes du 4e niveau hiérarchique (17 rencontres soit plus de la moitié des formations concernées). Le bilan est sévère : 32 clubs (soit la moitié) de « Promotion » sont éliminés !
  - Dix-huit matchs se déroulent entre équipes provinciales.
- Retour des prolongations, à partir de ce 4e tour, l'épreuve retrouve la réglementation appliquée en 1953-1954 en cas d'égalité au terme des 90 minutes :
  - les deux équipes joue une première prolongation de 2 × 15 min ;
  - si la parité subsiste, on joue une deuxième prolongation 2 × 7 min 30 s ;
  - si les équipes ne sont pas départagées, la qualification va à celle ayant obtenu le plus de coups de coin en sa faveur durant les 135 minutes ;
  - enfin, si nécessaire, on procède au botté de cinq penalties, par cinq tireurs différents pour chacune des équipes. On reprend les séries « intégralement » jusqu'à qu'un qualifié soit désigné.

### Légende4etour
Abréviations des Divisions
- (P) : club évoluant en Promotion
- (p-...) : club évoluant dans les séries provinciales concernées
- OT : n° d'ordre dans lequel le match a été tiré chronologiquement parlant
- N° : numéro placé ici « pour comptage » mais sans référence officielle.

Abréviations des Provinces
- (Anv) :  Province d'Anvers
- (Bbt) : Province de Brabant
- (WVl.) :  Province de Flandre-Occidentale
- (OVl) :  Province de Flandre-Orientale
- (Hai) :  Province de Hainaut
- (Liè)  :  Province de Liège
- (Lim) :  Province de Limbourg
- (Lux) :  Province de Luxembourg
- (Nam) :  Province de Namur

Le chiffre derrière le « p » indique la division provinciale concernée

### Participants
128 équipes engagées, soit 64 clubs de « Promotion », 45 clubs de 1re Provinciale et 19 clubs de 2e Provinciale.
- 64 rencontres disputées.

- Sans la répartition ci-après le club du Stade Mouscronnois est encore considéré comme flandrien occidental.

| Provinces                       | Total | Prom. | p1 | p2 |
| ------------------------------- | ----- | ----- | -- | -- |
| Province d'Anvers               | 25    | 17    | 5  | 3  |
| Province de Brabant             | 20    | 12    | 5  | 3  |
| Province de Flandre-Occidentale | 12    | 4     | 6  | 2  |
| Province de Flandre-Orientale   | 14    | 6     | 6  | 2  |
| Province de Hainaut             | 13    | 5     | 7  | 1  |
| Province de Liège               | 14    | 6     | 3  | 5  |
| Province de Limbourg            | 15    | 7     | 5  | 3  |
| Province de Luxembourg          | 8     | 4     | 4  | 0  |
| Province de Namur               | 7     | 3     | 4  | 0  |
| TOTAUX                          | 128   | 64    | 45 | 19 |

### Résultats «Promotion» contre «Promotion»
36 équipes concernées.
- 18 matches disputés le 26 septembre 1954 à 15h00.

### Résultats «Promotion» contre «Provinciale 1»
46 équipes concernées.
- 23 matches disputés le 26 septembre 1954 à 15h00.

### Résultats «Promotion» contre «Provinciale 2»
10 équipes concernées.
- 5 matches disputés le 26 septembre 1954 à 15h00.
  - Jolis exploits de deux cercles du 6e niveau contre des équipes évoluant deux divisions plus haut. À noter que l'Uniàon Halloise n'a pu réunir que dix joueurs pour ce déplacement en terres liégeoises[30]

### Résultats «Provinciale 1» contre «Provinciale 1»
16 équipes concernées.
- 8 matches disputés le 26 septembre 1954 à 15h00.

### Résultats «Provinciale 1» contre «Provinciale 2»
12 équipes concernées.
- 6 matches disputés le 26 septembre 1954 à 15h00.

### Résultats «Provinciale 2» contre «Provinciale 2»
8 équipes concernées.
- 4 matches disputés le 26 septembre 1954 à 15h00.

## Rescapés par tour selon les divisions
| Division             | Tour 1 | Tour 2 | Tour 3 | Tour 4 |
| -------------------- | ------ | ------ | ------ | ------ |
| Promotion            | -      | -      | -      | 64     |
| Provinciale 1        | 128    | 109    | 72     | 45     |
| Provinciale 2        | 320    | 137    | 58     | 19     |
| Régionale (Fl. Occ.) | 28     | 8      | 0      | 0      |
| TOTAL                | 476    | 254    | 127    | 128    |

### Sources et liens externes
- complets sur le site.www.bsdb.be